# Isabelle Motrot
Isabelle Motrot, née le 24 janvier 1960, est une journaliste, animatrice de télévision et de radio, critique littéraire et écrivaine française.

## Activités radiophoniques
- 1987 à 1988 : Animatrice quotidienne à Pacific FM, radio privée.
- Septembre 1988 : Chroniqueuse quotidienne dans l'émission Bienvenue au paradis de Claude Villers sur France Inter. C'est ici qu'elle fait ses débuts en public[N 1],[1].
- 1991 - 1992 : Le Vrai-Faux Journal, émission quotidienne sur France Inter.
- Janvier 1993 à juin 1994 : Productrice et animatrice du magazine culturel quotidien Zoom sur France Inter.
- Septembre 1994 - juin 1995 : Productrice et animatrice du magazine hebdomadaire français Audimatraquage sur France Inter[N 2],[N 3].
- Juillet-août 1995 : Productrice et animatrice de l'émission hebdomadaire Noir c'est noir (magazine du polar) sur France Inter.
- 1996 : Chronique hebdomadaire sur France Inter dans le magazine de Pierre Bouteiller.
- 2001 à 2014 : Chroniqueuse dans l'émission de radio de Laurent Ruquier sur Europe 1, On va s'gêner. Elle assiste à l'émission une fois par semaine (généralement le vendredi) et donne ses critiques des films sortis la semaine, tout comme Monique Pantel.

## Activités télévisuelles
- Septembre 1992 à juin 1995 : Journaliste réalisatrice pour l'émission Culture Pub, sur M6.
- Janvier à juin 1996 : Rédactrice en chef du magazine hebdomadaire Coming-Next sur M6.
- Septembre à décembre 1996 : Rédactrice en chef et présentatrice de l'émission Les Julies sur M6.
- Janvier à août 1997 : Présentatrice du JTS sur Paris Première.
- Septembre à décembre 1997 : Présentation des documentaires Art sur La 5e.
- 1998 : Présentation de L'art du septième jour (la matinée du dimanche) sur La 5e.
- 1998 : Rédactrice en chef adjointe et chroniqueuse pour l'émission de Frédéric Lopez Comme au Cinéma sur France 2.
- 1999 - 2000 : Présentation de L'art du 7e jour sur La 5e.
- 1999 - 2000 : Rédactrice en chef et présentatrice de Bouche à Oreille, chaque vendredi sur France 2.
- 2001 : Participation à l'émission On a tout essayé sur France 2 en donnant chaque semaine son avis sur les films à l'affiche.
- 2004 - 2008 : Participation également à l'émission Le Bateau Livre sur France 5 (dont elle est rédactrice en chef).
- 2007 - 2008 : Participation à l'émission On n'a pas tout dit sur France 2.
- 2011 : Commentatrice voix-off dans les documentaires Sex In The World's Cities sur Paris Première.
- 2012 - 2013 : Présentatrice de l'émission Si vous voulez mon avis sur Chérie 25.
- 2014 : Participation à L'Émission pour tous sur France 2[2],[3].

## Activités cinématographiques
- Avril 1995 : Réalisation d'un film de 12 minutes Le nouveau décalogue pour La journée de la télé sur Canal+.

## Activités littéraires
- Avril 1999 : Publication du roman Faux Serments, éditions Baleine.
- 2006 : Résidence secondaire[4].

## Activités journalistiques en presse écrite
- 2017 : Directrice de la rédaction du magazine Causette[5].
- Chroniqueuse cinéma du quotidien Ouest-France, édition du soir[6].